# Bahnhof Jerewan

Der Bahnhof Jerewan (armenisch Երևան երկաթուղային կայարան Jerewan jerkatughajin kajaran) ist der Hauptbahnhof der armenischen Hauptstadt Jerewan. Betrieben wird er von der wichtigsten Eisenbahngesellschaft in Armenien, der Südkaukasischen Eisenbahn, einer Tochtergesellschaft der Russischen Eisenbahnen.

## Lage
Der Bahnhof ist ein Endbahnhof und befindet sich ca. 2,8 km südlich des Stadtzentrums. Direkt westlich des Bahnhofs befindet sich die Station Sassunzi Dawit (David von Sasun) der Metro Jerewan, die durch eine unterirdische Fußgängerpassage mit dem Bahnhof verbunden ist. Im Bahnhofsgebäude befindet sich das Armenische Eisenbahnmuseum.

## Verbindungen
Der Bahnhof Jerewan ist der wichtigste Bahnhof Armeniens und ist Startpunkt der Eisenbahnstrecken Jerewan–Tiflis und Jerewan–Dscholfa.
Im Inland werden Verbindungen in die zweitgrößte armenische Stadt Gjumri und nach Jerasch angeboten.
Daneben bestehen auch Verbindungen ins benachbarte Georgien. Alle zwei Tage verkehrt ein Nachtzug in die georgische Hauptstadt Tiflis und im Sommer bis in den georgischen Badeort Batumi an der Schwarzmeerküste.

## Galerie

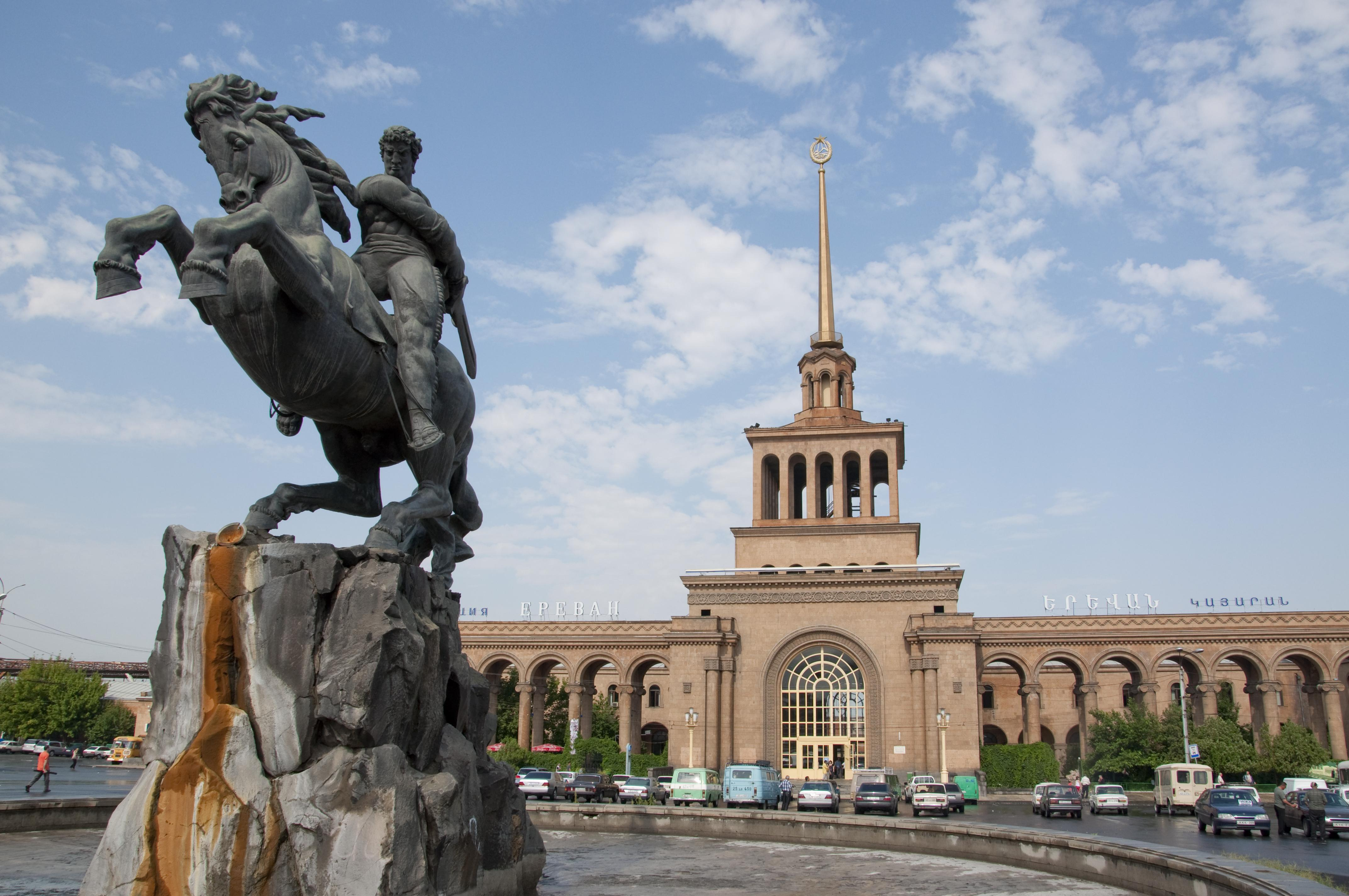
Statue des David von Sasun vor dem Bahnhof (2009)
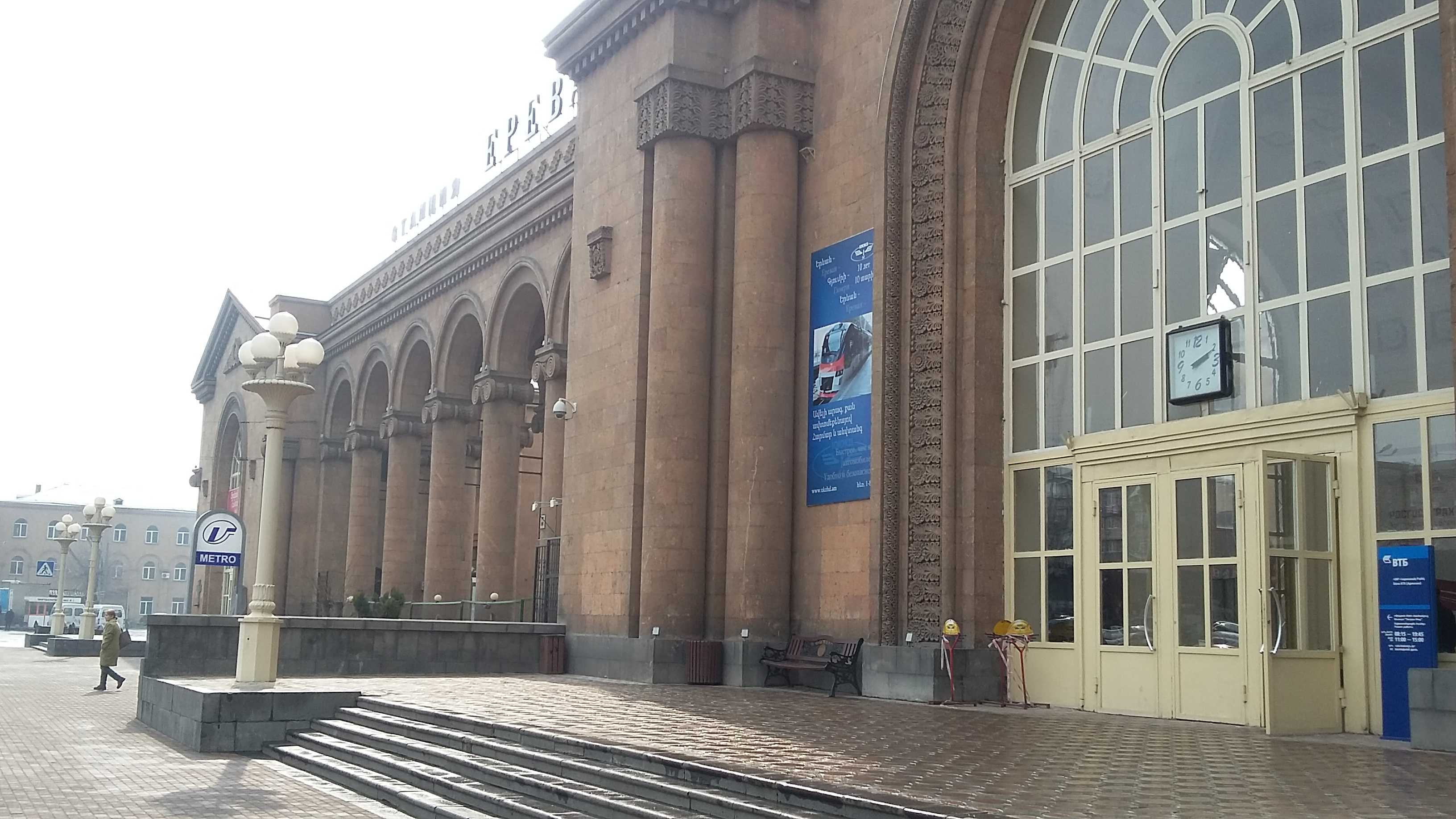
Eingang (2019)
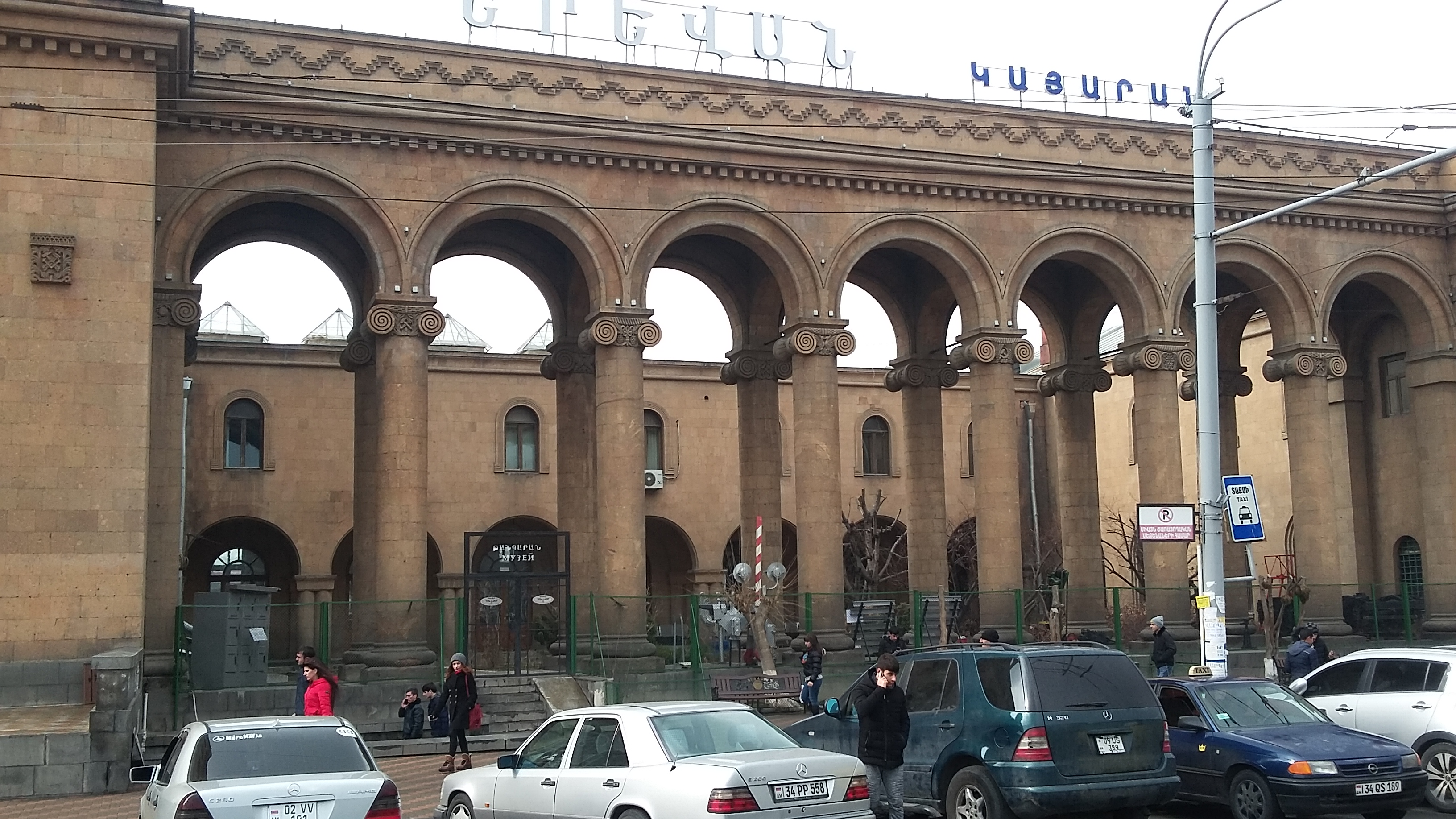
Säulen eines der beiden Seitenflügel (2019)
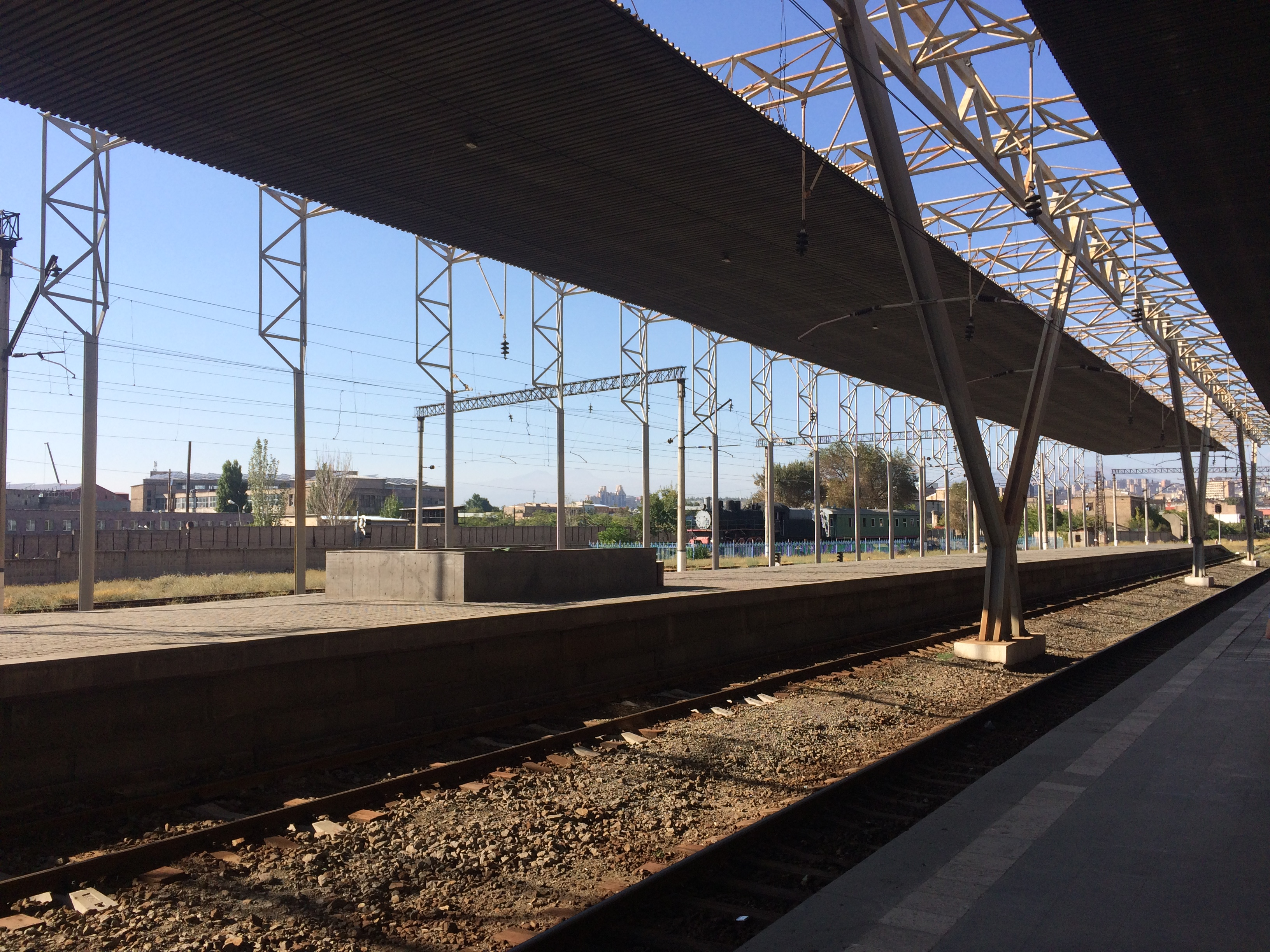
Gleise (2019)
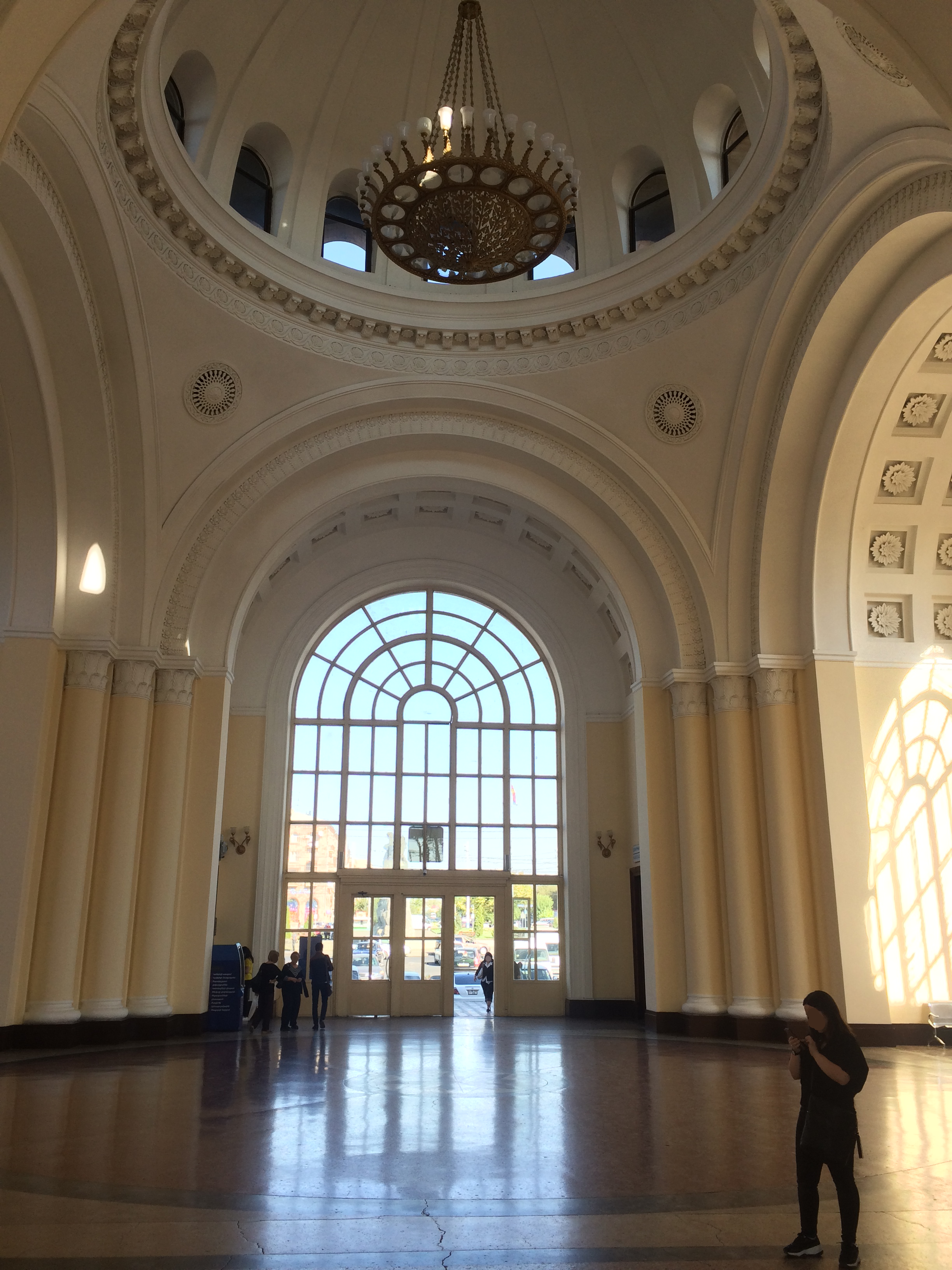
Eingangshalle (2019)
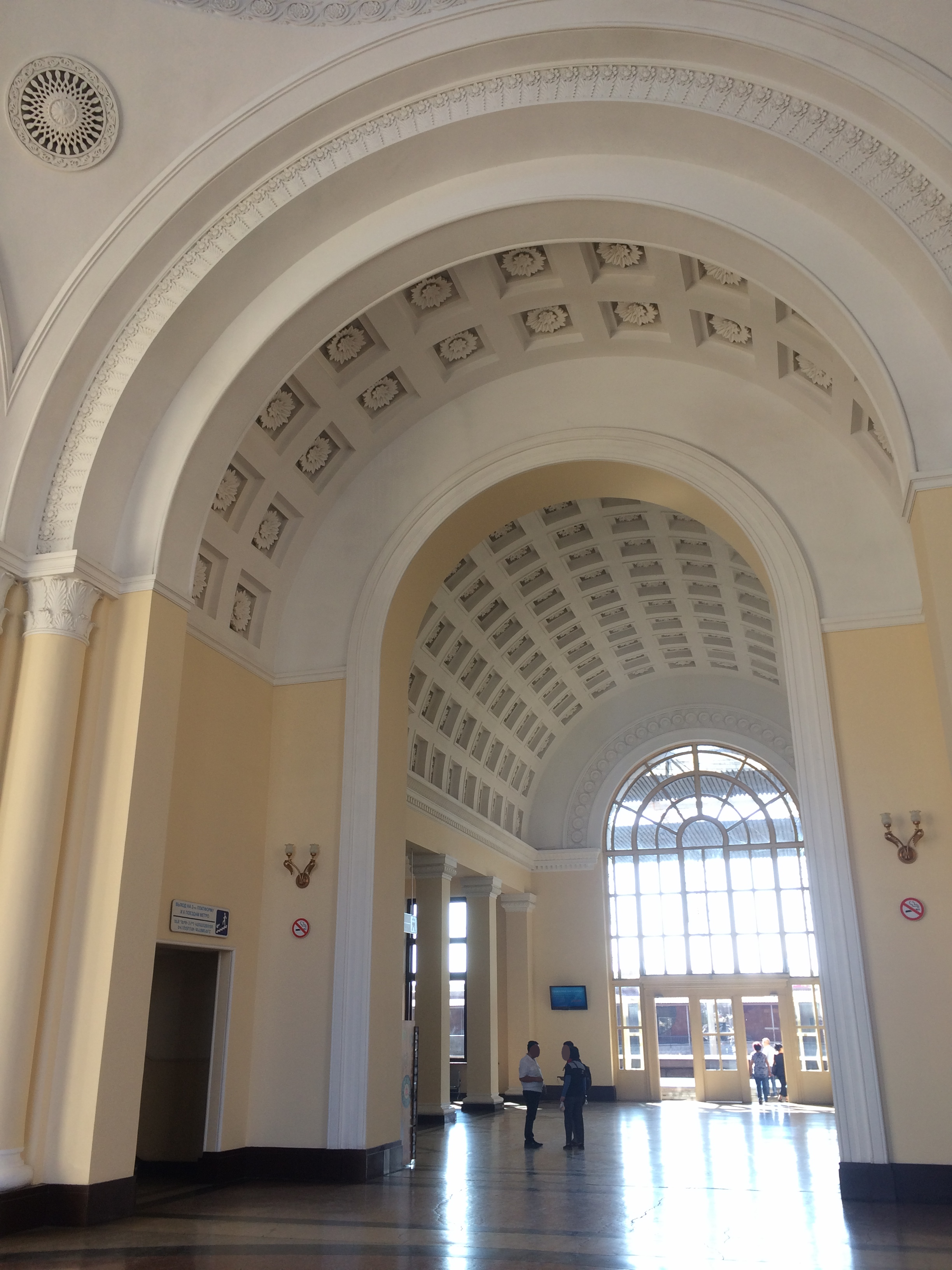
Durchgangshalle mit Blick Richtung Gleise (2019)
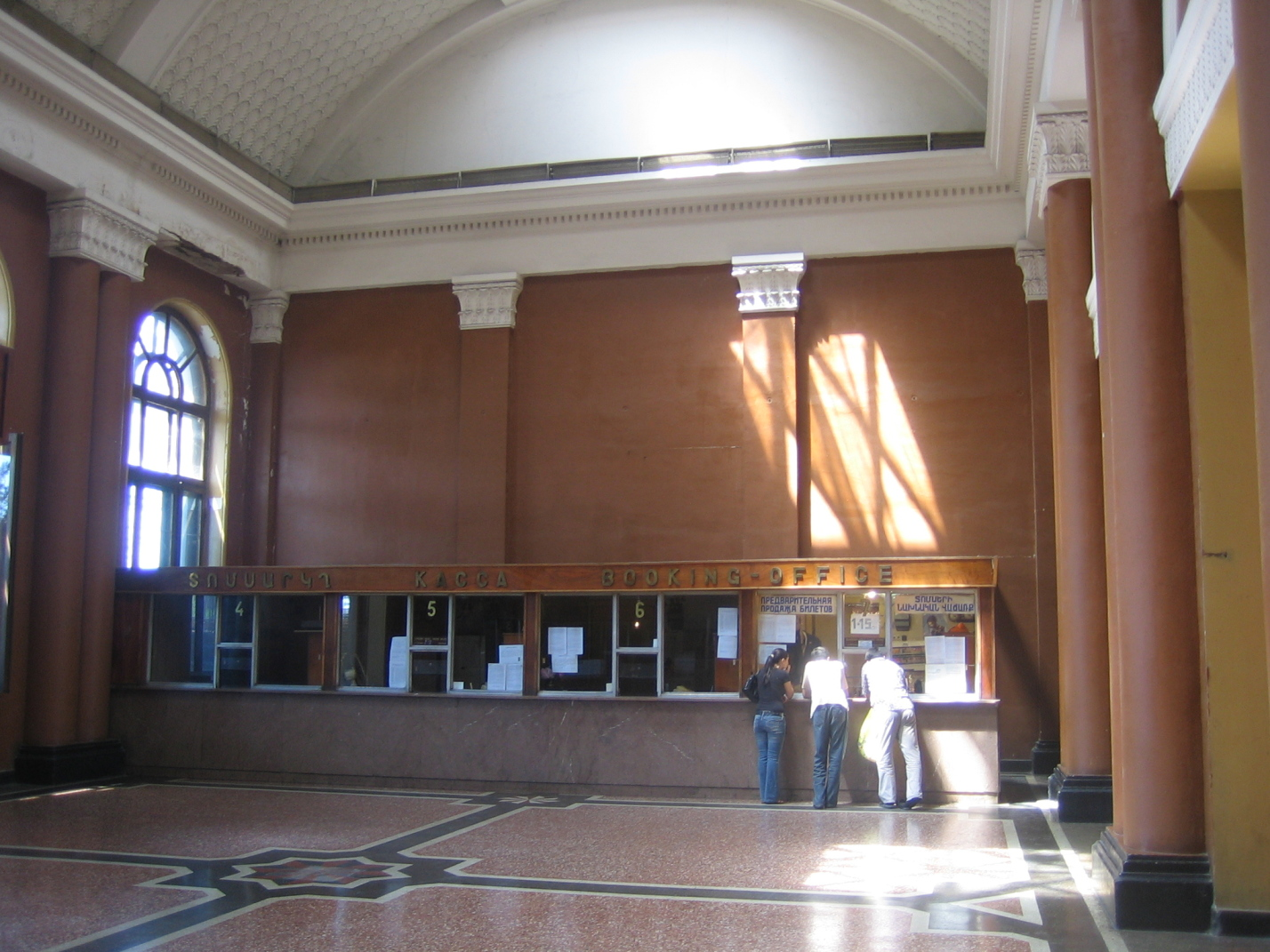
Ticket-Schalter (2008)
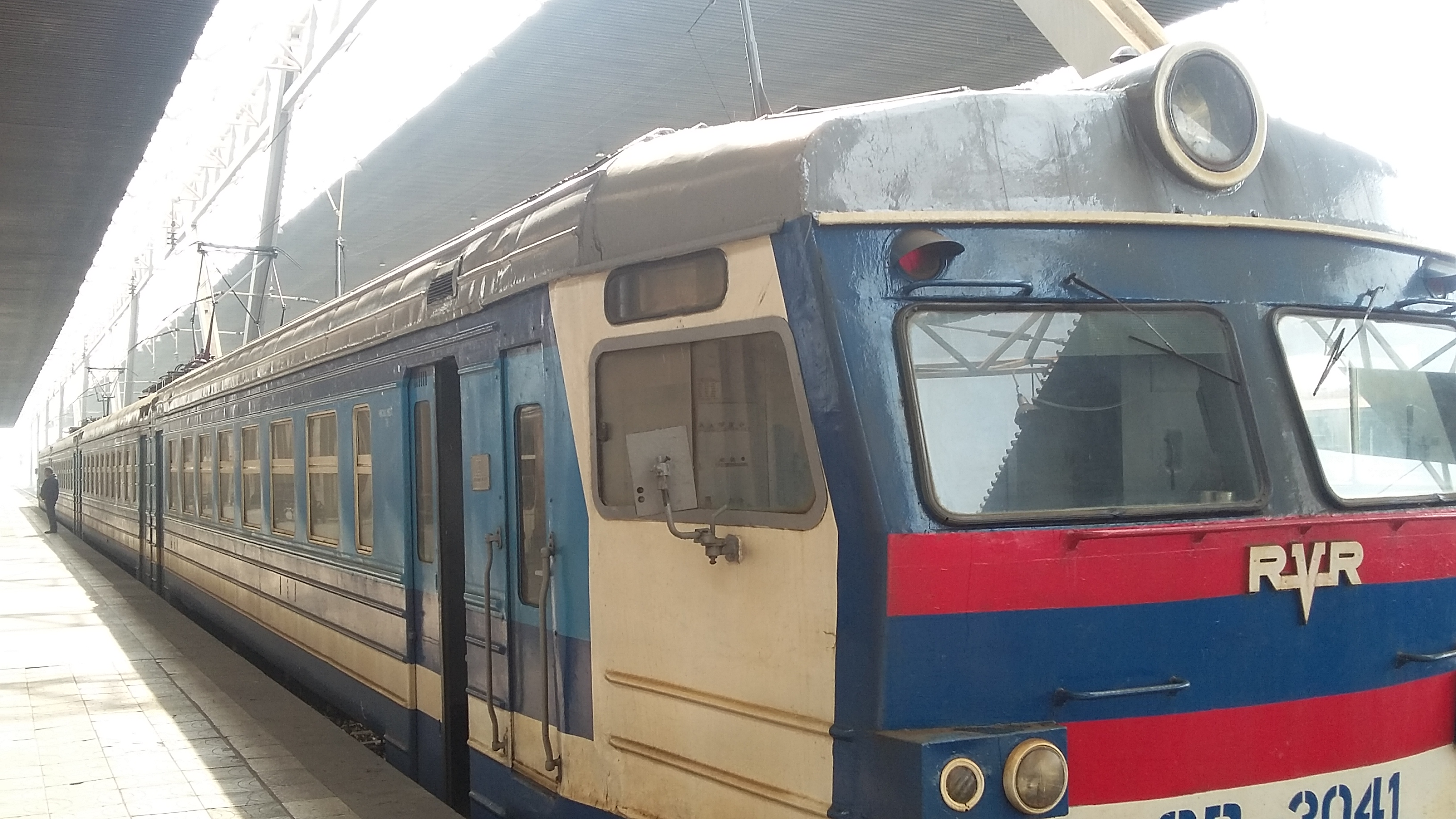
Ein am Bahnhof haltender Zug des lettischen Waggonherstellers RVR (2019)